# Onocleopsis
Onocleopsis, rod paprati iz porodice Onocleaceae, dio reda osladolike. Jedina vrsta je O. hintonii iz Meksika i Gvatemale

## Sinonimi
- Matteuccia hintonii (F.Ballard) M.Kato
- Onoclea hintonii (F.Ballard) Christenh.